# عزیز الرحمان (سیاستمدار)
عزیز الرحمان (زاده: ۱۳۳۴ ولسوالی بتی‌کوت، ولایت ننگرهار) سیاست‌مدار افغانستانی و نماینده مردم ننگرهار در دوره پانزدهم مجلس نمایندگان افغانستان است.

## زندگی‌نامه
عزیز الرحمان متولد ۱۳۳۴ از ولسوالی بتی‌کوت ولایت ننگرهار افغانستان است. وی دارای مدرک تحصیلی بکلوریا/دیپلم است.

## دیگر فعالیت‌ها
- مشاور شهرداری ولایت ننگرهار.[۱]
- قوماندان/فرمانده جهادی.[۱]
- مدیر ثبت حقوق معلولین و معیوبان.[۱]